# Estrategèon
L'Estrategèon és un edifici trapezoïdal situat a l'àgora d'Atenes. Tot i que no n'hi ha proves, es creu que servia de lloc de reunió per als estrategs. S'han trobat diverses inscripcions en honor de combatents al sud-oest de l'àgora, i això suggereix que l'Estrategèon devia ser-hi a prop. Encara que no n'hi ha certesa, les ruïnes d'un edifici del segle v aC precisament en aquell lloc poden ésser identificades com les de l'Estrategèon.
Fou construït damunt dues antigues tombes que daten de gairebé 2700 anys, i indicacions arqueològiques revelen la presència d'un culte heroic dedicat a un heroi anomenat Estrateg, nom que més endavant s'emprà com a títol per als generals atenesos.
Els deu estrategs (figures conegudes com a Pèricles, Aristides, Temístocles, Cleó, Alcibíades i Nícies), que eren escollits per a un mandat d'un any, hi discutien i prenien decisions sobre matèries de finances i política interior i exterior.